# Copa Africana de Naciones 2017
La Copa Africana de Naciones 2017 (denominada Copa Africana de Naciones Total 2017 por motivos de patrocinio) fue la XXXI edición del torneo de selecciones nacionales absolutas más importante de la Confederación Africana de Fútbol (CAF), se llevó a cabo en Gabón entre el 14 de enero y el 5 de febrero de 2017. Esta fue la segunda ocasión que el torneo se desarrolla en Gabón luego de la coorganización junto a Guinea Ecuatorial de la Copa Africana de Naciones 2012.
Hasta tres países fueron elegidos en algún momento como sede de esta edición de la Copa Africana de Naciones. En el primer proceso de elección, realizado en enero de 2011, Sudáfrica fue elegido como el país anfitrión, sin embargo, pasó a organizar la Copa Africana de Naciones 2013 luego que Libia, elegido sede del torneo de aquel año, no pudiera hacerlo por conflictos internos en el país. Fue en agosto del mismo año que las asociaciones de fútbol de estos dos países acordaron intercambiar los años en que les tocaba organizar el torneo y así Libia pasaba a ser el anfitrión de la Copa Africana 2017. El estado de guerra que continuaron los años siguientes provocó que en 2014, Libia renuncie definitivamente a sus derechos de organización. Tras esto la CAF inició un nuevo proceso de elección que terminó en el 2015 con el nombramiento de Gabón como sede de esta edición de la Copa Africana de Naciones.
El anfitrión Gabón no completó un buen rendimiento y quedó eliminado en la primera fase producto de tres empates y se ubicó en el tercer lugar dentro del grupo A, con estos resultados Gabón no pudo igualar su mejor participación que fue alcanzar los cuartos de final en las ediciones de 1996 y 2012. Esta fue la cuarta vez, primera desde 1994, que la selección local no pudo superar la fase de grupos.
Misma suerte corrió Costa de Marfil, campeón defensor tras obtener la copa en 2015, que no pudo ganar un solo partido y con dos empates y una derrota terminó eliminado en el tercer lugar del grupo C. Por cuarta ocasión consecutiva el campeón vigente no superó la fase de grupos; Egipto en 2012, Zambia en 2013, Nigeria que ni siquiera clasificó a la edición 2015, y Costa de Marfil en esta edición quedaron eliminados en la primera fase.
Camerún fue proclamado campeón de torneo al derrotar en la final a la selección de Egipto por dos goles a uno, de esta manera Camerún conquistó su quinta Copa Africana tras las obtenidas en las ediciones de 1984, 1988, 2000 y 2002. Por su parte, Egipto volvió a llegar a la final de este torneo luego de 7 años cuando en 2010 obtuvo su última Copa Africana. Este fue tan solo el segundo subcampeonato obtenido por los egipcios ya que de las 8 finales que disputó anteriormente solo perdió la de 1962 ante Etiopía.
Completó el podio la selección de Burkina Faso que derrotó a Ghana en el partido definitorio del tercer lugar. Al obtener su primera medalla de bronce Burkina Faso volvió a colocarse entre los tres primeros del torneo aunque no pudo igualar el subcampeonato logrado en la Copa Africana de Naciones 2013, la que es hasta ahora su mejor participación.
En su calidad de campeón, Camerún participó como representante de la Confederación Africana de Fútbol en la Copa Confederaciones Rusia 2017.

## Elección del país anfitrión
Luego que la Confederación Africana de Fútbol (CAF) decidiera realizar las elecciones de las sedes para las Copas Africanas de 2015 y 2017 en un solo proceso 3 asociaciones nacionales hicieron llegar sus solicitudes de manera oficial para albergar uno de los dos torneos antes de la fecha límite fijada para el 30 de septiembre de 2010, estas fueron: Marruecos, República Democrática del Congo y Sudáfrica.
Una vez anunciados los tres candidatos comenzó el procedimiento de inspección, con la intención de visitar cada país para ver los estadios, la infraestructura, y el interés por el fútbol. Primero, se inspeccionó a la República Democrática del Congo en noviembre de 2010. Días después de la inspección, el país informó a la CAF la cancelación de su candidatura para los torneos tanto de 2015 como 2017 aduciendo problemas económicos y de infraestructura.
Con la República Democrática del Congo fuera de carrera solo quedaba asignar a los dos países que mantuvieron sus candidaturas los años en que organizarían los eventos, ambos mostraron sus preferencias para quedarse con el torneo de 2015. Marruecos fue el siguiente país a inspeccionar a finales de noviembre mientras que Sudáfrica fue inspeccionado en diciembre de 2010.
El 29 de enero de 2011, luego de una reunión del Comité Ejecutivo de la CAF realizada en Lubumbashi previo al partido de la Supercopa de la CAF 2011, se decidió otorgarle a Marruecos la organización del torneo de 2015 mientras que la organización de la Copa Africana de Naciones 2017 fue otorgada a Sudáfrica.
| Candidaturas oficiales para la CAN 2015 y la CAN 2017                                                   | Candidaturas oficiales para la CAN 2015 y la CAN 2017 |
| Países                                                                                                  | Torneos CAN organizados anteriormente                 |
| --- | ----------------------------------------------------- |
| Marruecos                                                                                               | 1988                                                  |
| Rep. Democrática del Congo                                                                              | Ninguno                                               |
| Sudáfrica                                                                                               | 1996                                                  |
| – Candidatura elegida para la CAN 2017. – Candidatura retirada. – Candidatura elegida para la CAN 2015. |                                                       |
| Fecha de elección: 29 de enero de 2011                                                                  |                                                       |

### Intercambio de años entre Sudáfrica y Libia
Libia había sido designada como país anfitrión de la Copa Africana de Naciones 2013 en septiembre del año 2006 en un proceso en el que, además de la elección de Libia, también se designó a Angola y a Gabón junto con Guinea Ecuatorial para las copas de 2010 y 2012 respectivamente. En febrero de 2011 se inició la guerra de Libia de 2011 (o guerra civil libia); conflicto que se extendió hasta octubre de aquel año y que ocasionó la destrucción de varias ciudades libias y de la infraestructura presente en ellas, hechos que pusieron en duda la realización de la Copa Africana de 2013.
La guerra de Libia había sumido en una crisis a este país y con ello la organización de la Copa Africana de 2013 resultó imposible para los dirigentes libios. Ante estos sucesos; Sudáfrica, que había sido designado sede de la Copa Africana de Naciones 2017, mostró su disposición para reemplazar a Libia como anfitriones del torneo de 2013. No obstante era Nigeria el país llamado a acoger el torneo de acuerdo con el proceso de elección de 2006 que otorgaba a este país la facultad de fungir como anfitrión si algún país nombrado sede fuera incapaz de cumplir con sus compromisos, en un inicio la Federación Nigeriana de Fútbol (NNF) se abstuvo de hacer uso de tal facultad, pero luego la NNF comunicó sus intenciones de hacer valer el derecho que la CAF le había otorgado.
Argelia fue otro país que mostró interés en reemplazar a Libia en la organización del certamen.
Finalmente en agosto de 2011 la Asociación de Fútbol de Sudáfrica y la Federación de Fútbol de Libia acordaron intercambiar los años en que cada país organizaría el torneo, pasando Sudáfrica a organizar la Copa Africana de 2013 y Libia la Copa Africana de 2017. Este acuerdo fue ratificado por el comité ejecutivo de la CAF el 28 de septiembre de 2011 luego de una reunión efectuada en El Cairo.

### Renuncia de Libia
El 22 de agosto de 2014, una delegación libia liderada por el ministro de Juventud y Deportes del país y el presidente de la Federación de Fútbol de Libia se reunió en El Cairo con el presidente de la CAF, Issa Hayatou, para comunicarle que Libia no sería capaz de ser el anfitrión de la Copa Africana de Naciones de 2017 debido a la continua violencia y a una situación de seguridad inestable que se vivía en el país tras la culminación en octubre de 2011 de la guerra civil libia, conflicto que derivó en la muerte de Muammar Gadafi y el fin de su régimen. Un día después el secretario general de la CAF, Hicham El Amrani envió una circular a las 54 asociaciones miembro para informarles la apertura de un nuevo proceso de solicitudes para acoger la Copa Africana de Naciones de 2017.

### Nuevo proceso de elección
Una vez abierto el nuevo proceso la CAF fijo para el 30 de septiembre de 2014 la fecha límite para que las asociaciones miembro envíen sus candidaturas para organizar la Copa Africana 2017. Fueron siete los países que hicieron llegar su solicitud: Argelia, Egipto, Gabón, Ghana, Kenia, Sudán y Zimbabue
La CAF había anunciado con anterioridad que seleccionaría a un país que garantice en su solicitud el alojamiento, transporte e instalaciones hoteleras necesarias así como sitios de entrenamiento y estadios ya existentes, esto debido al poco tiempo que tendrá el país que resulte elegido para organizar el torneo. El 16 de noviembre la CAF redujo la lista anterior y anunció a cuatro candidatos finales: Argelia, Egipto, Gabón y Ghana
El 23 de febrero de 2015 el ministro de deportes de Egipto Khaled Abdel-Aziz anunció que su país retiraba su candidatura para albergar la Copa África de 2017 y brindaba todo su apoyo a la candidatura de Argelia, aunque no se conocieron las razones concretas de tal decisión ésta llegó dos semanas después de los hechos de violencia en los que murieron 22 personas producto de enfrentamientos entre hinchas y policías a las afueras del estadio donde jugaban los clubes Zamalek y ENPPI. Hany Abo Rida, vicepresidente de la Asociación Egipcia de Fútbol y miembro del Comité Ejecutivo de la FIFA, dijo que no tenía sentido que dos países árabes compitan por ser la sede, "Egipto no competirá con Argelia - por el contrario le brindaremos el mayor apoyo que podamos", declaró.
De esta manera solo tres de las 7 candidaturas iniciales llegaron al día de la elección. El 8 de abril de 2015 Gabón fue elegido como anfitrión del torneo luego de la votación del Comité Ejecutivo de la CAF durante su XXXVII Asamblea General Ordinaria realizada en El Cairo, Egipto.
| Candidaturas oficiales para la CAN 2017 (2.º proceso)                      | Candidaturas oficiales para la CAN 2017 (2.º proceso) |
| Países                                                                     | Torneos CAN organizados anteriormente                 |
| -------------------------------------------------------------------------- | ----------------------------------------------------- |
| Argelia                                                                    | 1990                                                  |
| Egipto                                                                     | 1959, 1974, 1986, 2006                                |
| Gabón                                                                      | 2012                                                  |
| Ghana                                                                      | 1963, 1978, 2000, 2008                                |
| Kenia                                                                      | Ninguno                                               |
| Sudán                                                                      | 1957, 1970                                            |
| Zimbabue                                                                   | Ninguno                                               |
| – Candidatura ganadora. – Candidatura desestimada. – Candidatura retirada. |                                                       |
| Fecha de elección: 8 de abril de 2015                                      |                                                       |

## Clasificación
| Clasificado | Eliminado |

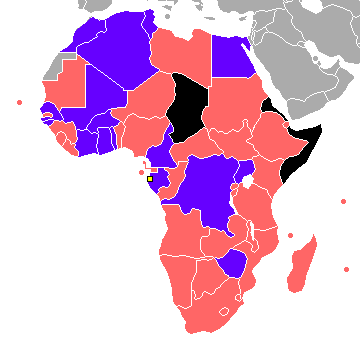
Situación de los países respecto a la clasificación.
Clasificado
Eliminado
Retirado, descalificado o no participó

El proceso de clasificación para la trigésima primera edición de la Copa Africana de Naciones comenzó el 8 de junio de 2015 y culminó el 4 de septiembre de 2016, en ella participaron 52 de las 56 asociaciones afiliadas a la CAF, las selecciones de Eritrea y Somalia no participaron en el torneo mientras que Zanzíbar y Reunión no lo hicieron por el estatus que sus asociaciones de fútbol tienen en la CAF. El torneo constó de una fase de grupos en la que los 52 países participantes se dividieron en 13 grupos de 4 equipos cada uno, los primeros de cada grupo así como los dos mejores segundos clasificaron a la fase final de la Copa Africana 2017.
En un principio la selección de Marruecos estaba impedida de participar en la Copa Africana de Naciones 2017 luego que la CAF la suspendiera de esta y de la edición del año 2019 por la negativa del país magrebí a ser sede de la Copa Africana 2015 en las fechas previstas. Sin embargo una apelación presentada por la Real Federación de Fútbol de Marruecos ante el Tribunal de Arbitraje Deportivo (TAS) permitió que este organismo anule tales sanciones y le permita a Marruecos participar en el proceso clasificatorio.
El sorteo de la etapa clasificatoria se realizó en la Asamblea General Ordinaria de la CAF del 8 de abril de 2015 en El Cairo.

## Organización

### Sedes
| Libreville           | LibrevilleFrancevilleOyemPort-GentilCiudades sedes de la Copa Africana de Naciones Gabón 2017 | Oyem                 |
| -------------------- | --------------------------------------------------------------------------------------------- | -------------------- |
| Stade d'Angondjé     | LibrevilleFrancevilleOyemPort-GentilCiudades sedes de la Copa Africana de Naciones Gabón 2017 | Stade d'Oyem         |
| Aforo: 40 000        | LibrevilleFrancevilleOyemPort-GentilCiudades sedes de la Copa Africana de Naciones Gabón 2017 | Aforo: 20 500        |
|                      | LibrevilleFrancevilleOyemPort-GentilCiudades sedes de la Copa Africana de Naciones Gabón 2017 |                      |
| Port-Gentil          | LibrevilleFrancevilleOyemPort-GentilCiudades sedes de la Copa Africana de Naciones Gabón 2017 | Franceville          |
| Stade de Port-Gentil | LibrevilleFrancevilleOyemPort-GentilCiudades sedes de la Copa Africana de Naciones Gabón 2017 | Stade de Franceville |
| Aforo: 20 900        | LibrevilleFrancevilleOyemPort-GentilCiudades sedes de la Copa Africana de Naciones Gabón 2017 | Aforo: 25 000        |
|                      | LibrevilleFrancevilleOyemPort-GentilCiudades sedes de la Copa Africana de Naciones Gabón 2017 |                      |

Luego que Gabón fuese elegido como organizador del torneo, el presidente de la Federación Gabonesa de Fútbol Pierre Alain Mounguengui confirmó las cuatro ciudades sede que la candidatura de su país presentó ante la CAF. Las cuatro ciudades elegidas fueron Oyem, Port-Gentil, Franceville y la capital gabonesa Libreville, estas dos últimas también fueron sedes en la Copa Africana de Naciones 2012.

#### Estadios
En un principio se tenía previsto que Libreville aportaría con dos escenarios mientras que las otras tres ciudades con un estadio cada una, pero retrasos en las obras de renovación del Stade Omar Bongo impidieron que pueda ser entregado en el plazo establecido (diciembre de 2016) por lo que tuvo que ser inhabilitado dejando a Libreville solo con el Stade d'Angondjé.
El Stade d'Angondjé así como el Stade de Franceville son recintos que ya están preparados para acoger los partidos, por su parte, el Stade de Port-Gentil y el Stade d'Oyem son escenarios que iniciaron su construcción en el mes de julio de 2015 y se espera que estén listos en los meses finales del año 2016.
Hasta antes de su inhabilitación la organización del torneo tenía dispuesto que el partido inaugural y la final del torneo se lleven a cabo en el Stade Omar Bongo que es el escenario con el mayor aforo del país, finalmente ambos partidos fueron programados para llevarse a cabo en el Stade d'Angondjé, además el partido por el tercer lugar fue asignado al Stade de Port-Gentil. El Stade Omar Bongo también pudo haber albergado la final de la Copa Africana de Naciones 2012 pero también por retrasos en su reconstrucción ese partido fue pasado al Stade d'Angondjé.

### Formato de competición
El torneo se desarrolla dividido en 2 fases.
En la primera fase las 16 selecciones son divididas en 4 grupos de 4 equipos; cada equipo juega una vez contra los tres rivales de su grupo con un sistema de todos contra todos. Los equipos son clasificados en los grupos según los puntos obtenidos, que son otorgados de la siguiente manera:
- 3 puntos por partido ganado.
- 1 punto por partido empatado.
- 0 puntos por partido perdido.

Si al término de los partidos de grupo dos equipos terminan empatados en puntos se aplican los siguientes criterios de desempate:
- Mayor número de puntos obtenidos en el partido entre los equipos en cuestión.
- Diferencia de gol en todos los partidos de grupo.
- Mayor número de goles marcados en todos los partidos de grupo.
- Un Sorteo dirigido por el Comité Organizador.

Si los equipos empatados al término de los partidos de grupo son más de dos se aplican los siguientes criterios de desempate:
- Mayor número de puntos obtenidos en los partidos entre los equipos en cuestión.
- Mayor diferencia de gol en los partidos entre los equipos en cuestión.
- Mayor número de goles marcados en los partidos entre los equipos en cuestión.

Si luego de aplicar los criterios anteriores dos equipos todavía siguen empatados los tres criterios anteriores se vuelven a aplicar al partido jugado entre los dos equipos en cuestión para determinar sus posiciones finales. Si este procedimiento no conduce a un desempate se aplican los siguientes criterios de desempate:
- Diferencia de gol en todos los partidos de grupo.
- Mayor número de goles marcados en todos los partidos de grupo.
- Un sorteo dirigido por el Comité Organizador.

Al término de la primera fase los equipos ubicados en el primer y segundo lugar de cada grupo se clasifican a la segunda fase para jugar los cuartos de final.
La segunda fase comprende los cuartos de final, semifinales, partido por el tercer lugar y final. Todos los partidos de la segunda fase se juegan bajo un sistema de eliminación directa, si algún partido termina empatado luego de los 90 minutos de tiempo de juego reglamentario se procede a jugar un tiempo extra consistente en dos periodos de 15 minutos, si la igualdad persiste tras el tiempo extra se define al ganador mediante tiros desde el punto penal. Solo en el partido por el tercer, si termina empatado luego de los 90 minutos de tiempo de juego reglamentario, se define al ganador directamente mediante tiros desde el punto penal.
Los emparejamientos de los cuartos de final fueron definidos de la siguiente manera:
- Partido I: 1.º del grupo A v 2.º del grupo B
- Partido II: 1.º del grupo B v 2.º del grupo A
- Partido III: 1.º del grupo C v 2.º del grupo D
- Partido IV: 1.º del grupo D v 2.º del grupo C

Los ganadores de los cuartos de final se clasifican para las semifinales. Los dos partidos de esta instancia se juegan de la siguiente manera:
- Semifinal 1: Ganador Partido I v Ganador Partido IV
- Semifinal 2: Ganador Partido II v Ganador Partido III

Los dos perdedores de las semifinales pasan a disputar el partido por el tercer lugar, mientras que los ganadores de las semifinales se clasifican para la final, partido en el cual se determina el campeón del torneo.

### Calendario
La CAF fijó las fechas de inicio y fin del torneo en marzo de 2016. El calendario de los partidos fue anunciado el 18 de octubre de 2016 y se completó un día después cuando se realizó el sorteo y se conoció la conformación de los grupos.

### Premios económicos
Un incremento significativo en los premios económicos se aplicará en esta edición de la Copa Africana luego de la decisión tomada por el Comité Ejecutivo de la CAF reunido el 27 de septiembre de 2016 en El Cairo, Egipto.  El aumento en los premios llegó tras el acuerdo firmado por la CAF con el nuevo patrocinador titular de sus torneos de selecciones y clubes, el grupo francés petrolero Total.
El dinero total que será repartido entre las 16 selecciones participantes se verá incrementado en un 64% respecto de ediciones anteriores ya que pasará de los 10 millones de dólares que se entregó en la Copa Africana de Naciones 2015 a los 16 millones 400 mil dólares que se entregarán durante el ciclo de cuatro años que va de 2017 a 2020 y que comprende a Gabón 2017 y a la Copa Africana de Naciones 2019. En la siguiente tabla se indica la cantidad de dinero que cada selección recibirá de acuerdo a la instancia que alcance en el torneo así como la diferencia de premios en comparación con el ciclo anterior.
| Ubicación final de los equipos | Ciclo anterior | Ciclo anterior        | Ciclo anterior | Ciclo actual (2017-2020) | Ciclo actual (2017-2020) | Ciclo actual (2017-2020) | Incremento (%) |
| Ubicación final de los equipos | # Equipos      | Premio en dólares ($) | Total          | # Equipos                | Premio en dólares ($)    | Total                    | Incremento (%) |
| ------------------------------ | -------------- | --------------------- | -------------- | ------------------------ | ------------------------ | ------------------------ | -------------- |
| Campeón                        | 1              | 1 500 000             | 1 500 000      | 1                        | 4 000 000                | 4 000 000                | 166%           |
| Subcampeón                     | 1              | 1 000 000             | 1 000 000      | 1                        | 2 000 000                | 2 000 000                | 100%           |
| Semifinalista                  | 2              | 750 000 cada uno      | 1 500 000      | 2                        | 1 500 000 cada uno       | 3 000 000                | 100%           |
| Cuartofinalista                | 4              | 600 000 cada uno      | 2 400 000      | 4                        | 800 000 cada uno         | 3 200 000                | 33.33%         |
| 3.º de grupo                   | 4              | 500 000 cada uno      | 2 000 000      | 4                        | 575 000 cada uno         | 2 300 000                | 15%            |
| 4.º de grupo                   | 4              | 400 000 cada uno      | 1 600 000      | 4                        | 475 000 cada uno         | 1 900 000                | 18.75%         |
| Total                          | 16             | 10 000 000 $          | 10 000 000 $   | 16                       | 16 400 000 $             | 16 400 000 $             | 64%            |

### Árbitros
El 1 de diciembre de 2016 se conoció una lista de 17 árbitros centrales y 21 árbitros asistentes encargados de dirigir en el torneo. La Caf confirmó la lista el 8 de diciembre de 2016. En cada partido el equipo arbitral estuvo conformado por un árbitro central, dos árbitros asistentes y el cuarto oficial. Una vez culminada la primera fase o fase de grupos el director de Arbitraje de la CAF, Eddy Maillet, anunció que en los partidos de la segunda fase un quinto oficial se sumaría a los cuerpos arbitrales. Este quinto árbitro, denominado árbitro asistente de reserva, serviría como reemplazo para cualquiera de los dos árbitros asistentes en caso de que una lesión o cualquier accidente les impidiera seguir en el partido.

#### Árbitros centrales
| - Mehdi Abid Charef - Joshua Bondo - Sidi Alioum - Denis Dembélé - Ghead Grisha - Bamlak Tessema Weyesa | - Eric Otogo-Castane - Bakary Gassama - Hamada Nampiandraza - Mahamadou Keita - Redouane Jiyed - Ali Lemghaifry | - Malang Diedhiou - Bernard Camille - Daniel Bennett - Youssef Essrayri - Janny Sikazwe |

#### Árbitros asistentes
| - Jerson Emiliano dos Santos - Abdelhak Etchiali - Evarist Menkouande - Elvis Noupue Nguegoue - Jean Claude Birunushahu - Marius Donation Tan - Tahssen Abo El Sadat Bedyer | - Théophile Vinga - Aboubacar Doumbouya - Marwa Aden Range - Redouane Achik - Arsénio Chadreque Marengula - Yahaya Mahamadou - Abel Baba | - Olivier Safari Mabene - Djibril Camara - El Hadji Malick Samba - Zakhele Thusi Siwela - Waleed Ahmed Ali - Mohammed Abdallah Ibrahim - Anouar Hmila |

## Equipos participantes
En cursiva el equipo debutante.
| Equipos participantes | Equipos participantes | Equipos participantes | Equipos participantes |
| --------------------- | --------------------- | --------------------- | --------------------- |
| Argelia               | Egipto                | Malí                  | Togo                  |
| Burkina Faso          | Gabón                 | Marruecos             | Túnez                 |
| Camerún               | Ghana                 | RD Congo              | Uganda                |
| Costa de Marfil       | Guinea-Bisáu          | Senegal               | Zimbabue              |

### Sorteo
El sorteo para la conformación de los grupos se llevó a cabo el 19 de octubre de 2016 a las 18:30 hora local (UTC+1) en Libreville.
Previo al sorteo el Comité Organizador del torneo elaboró un sistema de clasificación mediante el cual los equipos participantes fueron distribuidos en 4 bombos sobre la base de su rendimiento en los torneos clasificatorios para las Copas Africanas de los años 2013, 2015 y 2017, en las Copas Africanas de los años 2012, 2013 y 2015 y en la clasificación y fase final de la Copa Mundial de Fútbol de 2014. Cada selección obtuvo un puntaje calculado según la instancia a la que haya llegado en los torneos antes mencionados, de acuerdo a ese puntaje las selecciones fueron repartidas en los bombos con excepción de Gabón que fue colocado al bombo 1 sin tomar en cuenta su puntaje por ser el país anfitrión.
Entre paréntesis se indica el puntaje obtenido por cada selección según el sistema de clasificación publicado por la CAF.
| Bombo 1                                                                                     | Bombo 2                                                      | Bombo 3                                                  | Bombo 4                                                  |
| ------------------------------------------------------------------------------------------- | ------------------------------------------------------------ | -------------------------------------------------------- | -------------------------------------------------------- |
| Gabón (22) (Anfitrión) Costa de Marfil (63.5) (Campeón vigente) Ghana (56.5) Argelia (43.5) | Túnez (34.5) Malí (33.5) Burkina Faso (33.5) RD Congo (29.5) | Camerún (29) Senegal (24) Marruecos (18.5) Egipto (15.5) | Togo (15.5) Uganda (12) Zimbabue (10) Guinea-Bisáu (8.5) |

Nótese que Egipto y Togo tienen el mismo puntaje pero Egipto tuvo la preferencia para ubicarse en el bombo 3 por sobre Togo luego de tomarse en consideración el número de puntos obtenidos por ambas selecciones en la Clasificación para la Copa Africana de Naciones de 2017, la más reciente competición oficial de selecciones de la CAF.
El procedimiento del sorteo fue el siguiente:
- Previamente Gabón y Costa de Marfil fueron asignados directamente a la primera posición de los grupos A y C por ser el anfitrión del torneo y el campeón vigente respectivamente.
- Los dos equipos restantes del bombo 1 se sortearon en primer lugar y se colocaron en la primera posición de los grupos B y D, en ese orden.
- Luego se sortearon los equipos del bombo 4 y se colocaron en la cuarta posición de los grupos A al grupo D, en ese estricto orden.
- El mismo procedimiento anterior se aplicó para sortear a los equipos del bombo 3 y finalmente a los equipos del bombo 2.

## Resultados
- Las horas indicadas en los partidos corresponden al huso horario local de Gabón (Tiempo de África Occidental – WAT): UTC+1.

### Primera fase

#### Grupo A
| Selección    | Pts. | PJ | PG | PE | PP | GF | GC | Dif |
| ------------ | ---- | -- | -- | -- | -- | -- | -- | --- |
| Burkina Faso | 5    | 3  | 1  | 2  | 0  | 4  | 2  | 2   |
| Camerún      | 5    | 3  | 1  | 2  | 0  | 3  | 2  | 1   |
| Gabón        | 3    | 3  | 0  | 3  | 0  | 2  | 2  | 0   |
| Guinea-Bisáu | 1    | 3  | 0  | 1  | 2  | 2  | 5  | -3  |

| 14 de enero de 2017, 17:00                                                                       | Gabón          | 1:1 (0:0) | Guinea-Bisáu | Stade d'Angondjé, Libreville |                          |
|                                                                                                  | Aubameyang 53' | Reporte   | Juary 90'+1' | Árbitro(s): Ghead Grisha     | Árbitro(s): Ghead Grisha |
| Juary Soares anotó el primer gol de Guinea-Bisáu en la historia de la Copa Africana de Naciones. |                |           |              |                              |                          |

| 14 de enero de 2017, 20:00 | Burkina Faso | 1:1 (0:1) | Camerún       | Stade d'Angondjé, Libreville |                           |
|                            | Dayo 75'     | Reporte   | Moukandjo 35' | Árbitro(s): Janny Sikazwe    | Árbitro(s): Janny Sikazwe |

| 18 de enero de 2017, 17:00 | Gabón                 | 1:1 (1:1) | Burkina Faso | Stade d'Angondjé, Libreville |                            |
|                            | Aubameyang 38' (pen.) | Reporte   | Nakoulma 23' | Árbitro(s): Bakary Gassama   | Árbitro(s): Bakary Gassama |

| 18 de enero de 2017, 20:00 | Camerún                        | 2:1 (0:1) | Guinea-Bisáu | Stade d'Angondjé, Libreville |                              |
|                            | Siani 61' · Ngadeu-Ngadjui 78' | Reporte   | Piqueti 13'  | Árbitro(s): Youssef Essrayri | Árbitro(s): Youssef Essrayri |

| 22 de enero de 2017, 20:00 | Camerún | 0:0     | Gabón | Stade d'Angondjé, Libreville |                            |
|                            |         | Reporte |       | Árbitro(s): Daniel Bennett   | Árbitro(s): Daniel Bennett |

| 22 de enero de 2017, 20:00 | Guinea-Bisáu | 0:2 (0:1) | Burkina Faso                          | Stade de Franceville, Franceville |                                   |
|                            |              | Reporte   | Rudinilson 12' (a.g.) · B. Traoré 58' | Árbitro(s): Bamlak Tessema Weyesa | Árbitro(s): Bamlak Tessema Weyesa |

#### Grupo B
| Selección | Pts. | PJ | PG | PE | PP | GF | GC | Dif |
| --------- | ---- | -- | -- | -- | -- | -- | -- | --- |
| Senegal   | 7    | 3  | 2  | 1  | 0  | 6  | 2  | 4   |
| Túnez     | 6    | 3  | 2  | 0  | 1  | 6  | 5  | 1   |
| Argelia   | 2    | 3  | 0  | 2  | 1  | 5  | 6  | -1  |
| Zimbabue  | 1    | 3  | 0  | 1  | 2  | 4  | 8  | -4  |

| 15 de enero de 2017, 17:00 | Argelia        | 2:2 (1:2) | Zimbabue                          | Stade de Franceville, Franceville |                                   |
|                            | Mahrez 12' 82' | Reporte   | Mahachi 17' · Mushekwi 29' (pen.) | Árbitro(s): Bamlak Tessema Weyesa | Árbitro(s): Bamlak Tessema Weyesa |

| 15 de enero de 2017, 20:00 | Túnez | 0:2 (0:2) | Senegal                      | Stade de Franceville, Franceville |                         |
|                            |       | Reporte   | Mané 10' (pen.) · Mbodji 30' | Árbitro(s): Sidi Alioum           | Árbitro(s): Sidi Alioum |

| 19 de enero de 2017, 17:00 | Argelia      | 1:2 (0:0) | Túnez                               | Stade de Franceville, Franceville |                             |
|                            | Hanni 90'+1' | Reporte   | Mandi 50' (a.g.) · Sliti 66' (pen.) | Árbitro(s): Bernard Camille       | Árbitro(s): Bernard Camille |

| 19 de enero de 2017, 20:00 | Senegal              | 2:0 (2:0) | Zimbabue | Stade de Franceville, Franceville |                            |
|                            | Mané 9' · Saivet 14' | Reporte   |          | Árbitro(s): Rédouane Jiyed        | Árbitro(s): Rédouane Jiyed |

| 23 de enero de 2017, 20:00 | Senegal            | 2:2 (1:1) | Argelia         | Stade de Franceville, Franceville |                          |
|                            | Diop 44' · Sow 54' | Reporte   | Slimani 10' 52' | Árbitro(s): Joshua Bondo          | Árbitro(s): Joshua Bondo |

| 23 de enero de 2017, 20:00 | Zimbabue               | 2:4 (1:3) | Túnez                                                     | Stade d'Angondjé, Libreville |                           |
|                            | Musona 43' · Ndoro 58' | Reporte   | Sliti 10' · Msakni 22' · Khenissi 36' · Khazri 45' (pen.) | Árbitro(s): Denis Dembélé    | Árbitro(s): Denis Dembélé |

#### Grupo C
| Selección       | Pts. | PJ | PG | PE | PP | GF | GC | Dif |
| --------------- | ---- | -- | -- | -- | -- | -- | -- | --- |
| RD Congo        | 7    | 3  | 2  | 1  | 0  | 6  | 3  | 3   |
| Marruecos       | 6    | 3  | 2  | 0  | 1  | 4  | 2  | 2   |
| Costa de Marfil | 2    | 3  | 0  | 2  | 1  | 2  | 3  | -1  |
| Togo            | 1    | 3  | 0  | 1  | 2  | 2  | 6  | -4  |

| 16 de enero de 2017, 17:00 | Costa de Marfil | 0:0     | Togo | Stade d'Oyem, Oyem             |                                |
|                            |                 | Reporte |      | Árbitro(s): Eric Otogo-Castane | Árbitro(s): Eric Otogo-Castane |

| 16 de enero de 2017, 20:00 | RD Congo      | 1:0 (0:0) | Marruecos | Stade d'Oyem, Oyem              |                                 |
|                            | Kabananga 55' | Reporte   |           | Árbitro(s): Hamada Nampiandraza | Árbitro(s): Hamada Nampiandraza |

| 20 de enero de 2017, 17:00 | Costa de Marfil    | 2:2 (1:2) | RD Congo                   | Stade d'Oyem, Oyem        |                           |
|                            | Bony 27' · Dié 68' | Reporte   | Kebano 11' · Kabananga 29' | Árbitro(s): Janny Sikazwe | Árbitro(s): Janny Sikazwe |

| 20 de enero de 2017, 20:00 | Marruecos                                  | 3:1 (2:1) | Togo       | Stade d'Oyem, Oyem          |                             |
|                            | Bouhaddouz 14' · Saïss 21' · En-Nesyri 72' | Reporte   | Dossevi 5' | Árbitro(s): Mahamadou Keita | Árbitro(s): Mahamadou Keita |

| 24 de enero de 2017, 20:00 | Marruecos  | 1:0 (1:0) | Costa de Marfil | Stade d'Oyem, Oyem      |                         |
|                            | Alioui 64' | Reporte   |                 | Árbitro(s): Sidi Alioum | Árbitro(s): Sidi Alioum |

| 24 de enero de 2017, 20:00 | Togo     | 1:3 (0:1) | RD Congo                                       | Stade de Port-Gentil, Port-Gentil |                             |
|                            | Laba 69' | Reporte   | Kabananga 29' · Ndombe Mubele 54' · M'Poku 80' | Árbitro(s): Malang Diedhiou       | Árbitro(s): Malang Diedhiou |

#### Grupo D
| Selección | Pts. | PJ | PG | PE | PP | GF | GC | Dif |
| --------- | ---- | -- | -- | -- | -- | -- | -- | --- |
| Egipto    | 7    | 3  | 2  | 1  | 0  | 2  | 0  | 2   |
| Ghana     | 6    | 3  | 2  | 0  | 1  | 2  | 1  | 1   |
| Malí      | 2    | 3  | 0  | 2  | 1  | 1  | 2  | -1  |
| Uganda    | 1    | 3  | 0  | 1  | 2  | 1  | 3  | -2  |

| 17 de enero de 2017, 17:00 | Ghana              | 1:0 (1:0) | Uganda | Stade de Port-Gentil, Port-Gentil |                          |
|                            | A. Ayew 32' (pen.) | Reporte   |        | Árbitro(s): Joshua Bondo          | Árbitro(s): Joshua Bondo |

| 17 de enero de 2017, 20:00 | Malí | 0:0     | Egipto | Stade de Port-Gentil, Port-Gentil |                            |
|                            |      | Reporte |        | Árbitro(s): Daniel Bennett        | Árbitro(s): Daniel Bennett |

| 21 de enero de 2017, 17:00 | Ghana    | 1:0 (1:0) | Malí | Stade de Port-Gentil, Port-Gentil |                               |
|                            | Gyan 21' | Reporte   |      | Árbitro(s): Mehdi Abid Charef     | Árbitro(s): Mehdi Abid Charef |

| 21 de enero de 2017, 20:00 | Egipto      | 1:0 (0:0) | Uganda | Stade de Port-Gentil, Port-Gentil |                             |
|                            | El-Said 89' | Reporte   |        | Árbitro(s): Malang Diedhiou       | Árbitro(s): Malang Diedhiou |

| 25 de enero de 2017, 20:00 | Egipto    | 1:0 (1:0) | Ghana | Stade de Port-Gentil, Port-Gentil |                            |
|                            | Salah 11' | Reporte   |       | Árbitro(s): Bakary Gassama        | Árbitro(s): Bakary Gassama |

| 25 de enero de 2017, 20:00 | Uganda   | 1:1 (0:0) | Malí         | Stade d'Oyem, Oyem              |                                 |
|                            | Miya 70' | Reporte   | Bissouma 73' | Árbitro(s): Lemghaifry Bouchaab | Árbitro(s): Lemghaifry Bouchaab |

### Segunda fase
|  | Cuartos de final          | Cuartos de final           |                            |       | Semifinales                  | Semifinales                  |  |  | Final | Final |
|  |                           |                            |                            |       |                              |                              |  |  |       |       |
|  | 28 de enero – Libreville  |                            |                            |       |                              |                              |  |  |       |       |
|  |                           |                            |                            |       |                              |                              |  |  |       |       |
|  | Burkina Faso              | 2                          |                            |       |                              |                              |  |  |       |       |
|  | Burkina Faso              | 2                          | 1 de febrero – Libreville  |       |                              |                              |  |  |       |       |
|  | Túnez                     | 0                          |                            |       |                              |                              |  |  |       |       |
|  | Túnez                     | 0                          | Burkina Faso               | 1 (3) |                              |                              |  |  |       |       |
|  | 29 de enero – Port-Gentil |                            | Burkina Faso               | 1 (3) |                              |                              |  |  |       |       |
|  |                           | Egipto (p.)                | 1 (4)                      |       |                              |                              |  |  |       |       |
|  | Egipto                    | Egipto (p.)                | 1 (4)                      | 1     |                              |                              |  |  |       |       |
|  | Egipto                    |                            | 5 de febrero – Libreville  | 1     |                              |                              |  |  |       |       |
|  | Marruecos                 | 0                          |                            |       |                              |                              |  |  |       |       |
|  | Marruecos                 | 0                          | Egipto                     | 1     |                              |                              |  |  |       |       |
|  | 28 de enero – Franceville |                            | Egipto                     | 1     |                              |                              |  |  |       |       |
|  |                           | Camerún                    | 2                          |       |                              |                              |  |  |       |       |
|  | Senegal                   | Camerún                    | 2                          | 0 (4) |                              |                              |  |  |       |       |
|  | Senegal                   | 2 de febrero – Franceville |                            | 0 (4) |                              |                              |  |  |       |       |
|  | Camerún (p.)              | 0 (5)                      |                            |       |                              |                              |  |  |       |       |
|  | Camerún (p.)              | 0 (5)                      | Camerún                    | 2     |                              |                              |  |  |       |       |
|  | 29 de enero – Oyem        |                            | Camerún                    | 2     |                              |                              |  |  |       |       |
|  |                           | Ghana                      | 0                          |       | Partido por el tercer puesto | Partido por el tercer puesto |  |  |       |       |
|  | R. D. del Congo           | Ghana                      | 0                          | 1     | Partido por el tercer puesto | Partido por el tercer puesto |  |  |       |       |
|  | R. D. del Congo           |                            | 4 de febrero – Port-Gentil | 1     |                              |                              |  |  |       |       |
|  | Ghana                     | 2                          |                            |       |                              |                              |  |  |       |       |
|  | Ghana                     | 2                          | Burkina Faso               | 1     |                              |                              |  |  |       |       |
|  |                           |                            |                            |       |                              |                              |  |  |       |       |
|  | Ghana                     | 0                          |                            |       |                              |                              |  |  |       |       |
|  | Ghana                     | 0                          |                            |       |                              |                              |  |  |       |       |

#### Cuartos de final
| 28 de enero de 2017, 17:00 | Burkina Faso             | 2:0 (0:0) | Túnez | Stade d'Angondjé, Libreville |                            |
|                            | Bancé 81' · Nakoulma 85' | Reporte   |       | Árbitro(s): Daniel Bennett   | Árbitro(s): Daniel Bennett |

| 28 de enero de 2017, 20:00 | Senegal                                  | 0:0 (t. s.)(4:5 p.)        | Camerún                                        | Stade de Franceville, Franceville |                           |
|                            |                                          | Reporte                    |                                                | Árbitro(s): Janny Sikazwe         | Árbitro(s): Janny Sikazwe |
|                            |                                          | Tiros desde el punto penal |                                                |                                   |                           |
|                            | Koulibaly · Mbodji · Sow · Saivet · Mané |                            | Moukandjo · Oyongo · Teikeu · Zoua · Aboubakar |                                   |                           |

| 29 de enero de 2017, 17:00 | RD Congo   | 1:2 (0:0) | Ghana                            | Stade d'Oyem, Oyem          |                             |
|                            | M'Poku 68' | Reporte   | J. Ayew 63' · A. Ayew 78' (pen.) | Árbitro(s): Bernard Camille | Árbitro(s): Bernard Camille |

| 29 de enero de 2017, 20:00 | Egipto      | 1:0 (0:0) | Marruecos | Stade de Port-Gentil, Port-Gentil |                                |
|                            | Kahraba 88' | Reporte   |           | Árbitro(s): Eric Otogo-Castane    | Árbitro(s): Eric Otogo-Castane |

#### Semifinales
| 1 de febrero de 2017, 20:00 | Burkina Faso                                   | 1:1 (1:1, 0:0) (t. s.)(0:0 t. s.)(3:4 p.) | Egipto                                   | Stade d'Angondjé, Libreville |                             |
|                             | Bancé 73'                                      | Reporte                                   | Salah 67'                                | Árbitro(s): Malang Diedhiou  | Árbitro(s): Malang Diedhiou |
|                             |                                                | Tiros desde el punto penal                |                                          |                              |                             |
|                             | A. Traoré · Diawara · Yago · Koffi · B. Traoré |                                           | El-Said · Sobhi · Hegazy · Salah · Warda |                              |                             |

| 2 de febrero de 2017, 20:00 | Camerún                              | 2:0 (0:0) | Ghana | Stade de Franceville, Franceville |                            |
|                             | Ngadeu-Ngadjui 72' · Bassogog 90'+3' | Reporte   |       | Árbitro(s): Bakary Gassama        | Árbitro(s): Bakary Gassama |

#### Partido3.ery 4.º puesto
| 4 de febrero de 2017, 20:00 | Burkina Faso  | 1:0 (0:0) | Ghana | Stade de Port-Gentil, Port-Gentil |                               |
|                             | A. Traoré 89' | Reporte   |       | Árbitro(s): Mehdi Abid Charef     | Árbitro(s): Mehdi Abid Charef |

#### Final
| 5 de febrero de 2017, 20:00 | Egipto     | 1:2 (1:0) | Camerún                      | Stade d'Angondjé, Libreville |                           |
|                             | Elneny 22' | Reporte   | N'Koulou 60' · Aboubakar 88' | Árbitro(s): Janny Sikazwe    | Árbitro(s): Janny Sikazwe |

|                            |
| Bandera de Camerún         |
| Campeón Camerún 5.º título |

## Estadísticas
| Jugador                   | Goles | PJ |
| ------------------------- | ----- | -- |
| Junior Kabananga          | 3     | 4  |
| Paul-José M'Poku          | 2     | 2  |
| Pierre-Emerick Aubameyang | 2     | 3  |
| Riyad Mahrez              | 2     | 3  |
| Sadio Mané                | 2     | 3  |
| Islam Slimani             | 2     | 3  |
| Naïm Sliti                | 2     | 4  |
| André Ayew                | 2     | 6  |
| Aristide Bancé            | 2     | 6  |
| Préjuce Nakoulma          | 2     | 6  |
| Michael Ngadeu-Ngadjui    | 2     | 6  |
| Mohamed Salah             | 2     | 6  |

| Lista completa        | Lista completa | Lista completa |
| Jugador               | Goles          | PJ             |
| --------------------- | -------------- | -------------- |
| Papakouli Diop        | 1              | 2              |
| Sofiane Hanni         | 1              | 2              |
| Neeskens Kebano       | 1              | 2              |
| Knowledge Musona      | 1              | 2              |
| Tendai Ndoro          | 1              | 2              |
| Rachid Alioui         | 1              | 3              |
| Yves Bissouma         | 1              | 3              |
| Wilfried Bony         | 1              | 3              |
| Serey Dié             | 1              | 3              |
| Mathieu Dossevi       | 1              | 3              |
| Kodjo Fo Doh Laba     | 1              | 3              |
| Kudakwashe Mahachi    | 1              | 3              |
| Farouk Miya           | 1              | 3              |
| Nyasha Mushekwi       | 1              | 3              |
| Nicolas Nkoulou       | 1              | 3              |
| Piqueti               | 1              | 3              |
| Henri Saivet          | 1              | 3              |
| Juary Soares          | 1              | 3              |
| Moussa Sow            | 1              | 3              |
| Aziz Bouhaddouz       | 1              | 4              |
| Mohamed Elneny        | 1              | 4              |
| Youssef En-Nesyri     | 1              | 4              |
| Mahmoud Kahraba       | 1              | 4              |
| Wahbi Khazri          | 1              | 4              |
| Taha Yassine Khenissi | 1              | 4              |
| Kara Mbodji           | 1              | 4              |
| Youssef Msakni        | 1              | 4              |
| Firmin Ndombe Mubele  | 1              | 4              |
| Romain Saïss          | 1              | 4              |
| Vincent Aboubakar     | 1              | 5              |
| Asamoah Gyan          | 1              | 5              |
| Jordan Ayew           | 1              | 6              |
| Christian Bassogog    | 1              | 6              |
| Issoufou Dayo         | 1              | 6              |
| Abdallah El-Said      | 1              | 6              |
| Benjamin Moukandjo    | 1              | 6              |
| Sébastien Siani       | 1              | 6              |
| Alain Traoré          | 1              | 6              |
| Bertrand Traoré       | 1              | 6              |

| Jugador            | Asistencias | PJ |
| ------------------ | ----------- | -- |
| Floyd Ayité        | 2           | 3  |
| Keita Baldé Diao   | 2           | 4  |
| Fayçal Fajr        | 2           | 4  |
| Chancel Mbemba     | 2           | 4  |
| Benjamin Moukandjo | 2           | 6  |
| Mohamed Salah      | 2           | 6  |

| Lista completa       | Lista completa | Lista completa |
| Jugador              | Asistencias    | PJ             |
| -------------------- | -------------- | -------------- |
| Mamadu Candé         | 1              | 2              |
| Sofiane Hanni        | 1              | 2              |
| Ahmed Hassan Mahgoub | 1              | 2              |
| Knowledge Musona     | 1              | 2              |
| Danny Phiri          | 1              | 2              |
| Serge Aurier         | 1              | 3              |
| Denis Bouanga        | 1              | 3              |
| Rachid Ghezzal       | 1              | 3              |
| Max-Alain Gradel     | 1              | 3              |
| Adlène Guedioura     | 1              | 3              |
| Denis Iguma          | 1              | 3              |
| Riyad Mahrez         | 1              | 3              |
| Patrick Malo         | 1              | 3              |
| Nyasha Mushekwi      | 1              | 3              |
| Islam Slimani        | 1              | 3              |
| Zezinho              | 1              | 3              |
| Ibrahim Blati Touré  | 1              | 4              |
| Karim El Ahmadi      | 1              | 4              |
| Youssef En-Nesyri    | 1              | 4              |
| Junior Kabananga     | 1              | 4              |
| Mahmoud Kahraba      | 1              | 4              |
| Hamdi Nagguez        | 1              | 4              |
| Firmin Ndombe Mubele | 1              | 4              |
| Naïm Sliti           | 1              | 4              |
| Marcel Tisserand     | 1              | 4              |
| Vincent Aboubakar    | 1              | 5              |
| Wakaso Mubarak       | 1              | 5              |
| Jordan Ayew          | 1              | 6              |
| Christian Bassogog   | 1              | 6              |
| Charles Kaboré       | 1              | 6              |
| Bakary Koné          | 1              | 6              |
| Préjuce Nakoulma     | 1              | 6              |
| Sébastien Siani      | 1              | 6              |
| Bertrand Traoré      | 1              | 6              |

| Jugador     | Rival        | Anotado · Autogol | PJ |
| ----------- | ------------ | ----------------- | -- |
| Aïssa Mandi | Túnez        | 1                 | 3  |
| Rudinilson  | Burkina Faso | 1                 | 3  |

### Clasificación general
La clasificación general indica la posición que ocupó cada selección al finalizar el torneo. El rendimiento se obtiene de la relación entre los puntos obtenidos y los partidos jugados por las selecciones y se expresa en porcentajes. La tabla se divide según la fase alcanzada por cada país.
Si algún partido de la segunda fase se definió mediante tiros de penal, el resultado final del juego se considera como empate.

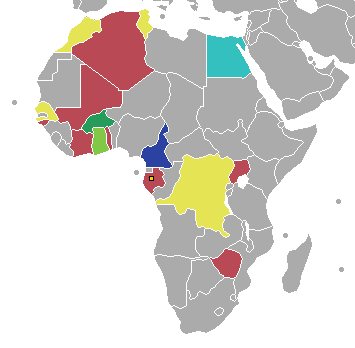
Países participantes según la fase alcanzada en el torneo.
Campeón
Subcampeón
Tercer lugar
Cuarto lugar
Cuartos de final
Fase de grupos

| Campeón Subcampeón | Tercer lugar Cuarto lugar | Cuartos de final Fase de grupos |

| Pos. | Selección       | PJ | PG | PE | PP | GF | GC | DG | Pts. | Ren.  | Resultado final                |
| ---- | --------------- | -- | -- | -- | -- | -- | -- | -- | ---- | ----- | ------------------------------ |
| 1    | Camerún         | 6  | 3  | 3  | 0  | 7  | 3  | 4  | 12   | 66.6% | Campeón                        |
| 2    | Egipto          | 6  | 3  | 2  | 1  | 5  | 3  | 2  | 11   | 61.1% | Subcampeón                     |
| 3    | Burkina Faso    | 6  | 3  | 3  | 0  | 8  | 3  | 5  | 12   | 66.6% | Tercer puesto                  |
| 4    | Ghana           | 6  | 3  | 0  | 3  | 4  | 5  | -1 | 9    | 50.0% | Cuarto puesto                  |
| 5    | Senegal         | 4  | 2  | 2  | 0  | 6  | 2  | 4  | 8    | 66.6% | Eliminados en Cuartos de final |
| 6    | RD Congo        | 4  | 2  | 1  | 1  | 7  | 5  | 2  | 7    | 58.3% | Eliminados en Cuartos de final |
| 7    | Marruecos       | 4  | 2  | 0  | 2  | 4  | 3  | 1  | 6    | 50.0% | Eliminados en Cuartos de final |
| 8    | Túnez           | 4  | 2  | 0  | 2  | 6  | 7  | -1 | 6    | 50.0% | Eliminados en Cuartos de final |
| 9    | Gabón           | 3  | 0  | 3  | 0  | 2  | 2  | 0  | 3    | 33.3% | Eliminados en la Primera fase  |
| 10   | Argelia         | 3  | 0  | 2  | 1  | 5  | 6  | -1 | 2    | 22.2% | Eliminados en la Primera fase  |
| 11   | Costa de Marfil | 3  | 0  | 2  | 1  | 2  | 3  | -1 | 2    | 22.2% | Eliminados en la Primera fase  |
| 12   | Malí            | 3  | 0  | 2  | 1  | 1  | 2  | -1 | 2    | 22.2% | Eliminados en la Primera fase  |
| 13   | Uganda          | 3  | 0  | 1  | 2  | 1  | 3  | -2 | 1    | 11.1% | Eliminados en la Primera fase  |
| 14   | Guinea-Bisáu    | 3  | 0  | 1  | 2  | 2  | 5  | -3 | 1    | 11.1% | Eliminados en la Primera fase  |
| 15   | Zimbabue        | 3  | 0  | 1  | 2  | 4  | 8  | -4 | 1    | 11.1% | Eliminados en la Primera fase  |
| 16   | Togo            | 3  | 0  | 1  | 2  | 2  | 6  | -4 | 1    | 11.1% | Eliminados en la Primera fase  |

## Premios y reconocimientos

### Jugador del partido
Al culminar cada encuentro el Grupo de Estudio Técnico del torneo elige a un jugador como el mejor del partido. El premio es entregado por el patrocinador titular de la Copa Africana 2017 y se denominó oficialmente Total Man of the Match.
| Primera fase - 1.ª jornada | Primera fase - 1.ª jornada | Primera fase - 2.ª jornada | Primera fase - 2.ª jornada | Primera fase - 3.ª jornada | Primera fase - 3.ª jornada | Segunda Fase        | Segunda Fase |
| Jugador                    | Partido                    | Jugador                    | Partido                    | Jugador                    | Partido                    | Jugador             | Partido      |
| -------------------------- | -------------------------- | -------------------------- | -------------------------- | -------------------------- | -------------------------- | ------------------- | ------------ |
| Zezinho                    | 1:1                        | Denis Bouanga              | 1:1                        | Denis Bouanga              | 0:0                        | Préjuce Nakoulma    | 2:0          |
| Alain Traoré               | 1:1                        | Christian Bassogog         | 2:1                        | Préjuce Nakoulma           | 1:2                        | Fabrice Ondoa       | 0:0          |
| Riyad Mahrez               | 2:2                        | Youssef Msakni             | 1:2                        | Islam Slimani              | 2:2                        | Jordan Ayew         | 1:2          |
| Abdoulaye Diallo           | 0:2                        | Cheikhou Kouyaté           | 2:0                        | Taha Yassine Khenissi      | 2:4                        | Mahmoud Kahraba     | 1:0          |
| Atakora Lalawélé           | 0:0                        | Serey Dié                  | 2:2                        | Salomon Kalou              | 1:0                        | Essam El-Hadary     | 1:1          |
| Mbark Boussoufa            | 1:0                        | Fayçal Fajr                | 3:1                        | Junior Kabananga           | 1:3                        | Christian Bassogog  | 2:0          |
| Christian Atsu             | 1:0                        | Thomas Partey              | 1:0                        | Ahmed Hegazi               | 1:0                        | Ibrahim Blati Touré | 1:0          |
| Moussa Marega              | 0:0                        | Abdallah El-Said           | 1:0                        | Farouk Miya                | 1:1                        | Benjamin Moukandjo  | 1:2          |

### Mejor jugador del torneo
El premio al mejor jugador del torneo (MVP), presentado por Total, fue elegido por el Grupo de Estudio Técnico del torneo.
- Christian Bassogog

El delantero camerunés participó en los 6 partidos que disputó su selección en los que registró un gol y una asistencia. Además fue elegido dos veces como el jugador del partido: en la victoria sobre Guinea-Bisáu del grupo A y en la semifinal ante Ghana. Bassogog se convirtió en el quinto camerunés en ser reconocido como el mejor jugador de una Copa Africana, antes lo habían conseguido Théophile Abega, Roger Milla, Lauren y Rigobert Song en las ediciones de los años 1984, 1986, 2000 y 2002 respectivamente.

### Goleador del torneo
Premio al jugador con más goles en el torneo.
- Junior Kabananga

El delantero congolés terminó el torneo liderado la tabla de goleadores con 3 goles pese a que solo disputó 4 partidos ya que RD Congo fue eliminado en los cuartos de final. Kabananga registró sus tres goles en los tres partidos de su selección en el grupo C, el primero significó la victoria por uno a cero de RD Congo sobre Marruecos, luego anotó otro en el empate a dos ante Costa de Marfil y finalmente aportó un gol en la victoria por tres a uno sobre Togo. De esta manera Kabananga es el tercer congolés goleador de una Copa Africana, Pierre Ndaye Mulamba en 1974 y Dieumerci Mbokani (compartido con otros 4 jugadores) en la edición anterior también consiguieron este logro.

### Premio Fair Play
El premio Fairplay fue entregado a la selección con el mejor registro disciplinario de la competición.
- Egipto

El capitán egipcio Essam El-Hadary recibió la distinción en representación de su equipo. Durante la competición Egipto acumuló diez tarjetas amarillas y ninguna roja.

### Equipo del torneo
El equipo del torneo fue elaborado por el Grupo de Estudio Técnico de la competición.
| \| Pos. \| Jugador \| PJ (T/S) \| \| \| \| \| \| \| \| ---- \| ---------------------- \| -------- \| ---- \| - \| - \| - \| - \| - \| \| POR \| Fabrice Ondoa \| 6 (6/0) \| 570' \| 0 \| 0 \| 0 \| 0 \| 0 \| \| DEF \| Kara Mbodji \| 4 (4/0) \| 340' \| 1 \| 0 \| 0 \| 0 \| 0 \| \| DEF \| Ahmed Hegazy \| 6 (6/0) \| 570' \| 0 \| 0 \| 0 \| 0 \| 0 \| \| DEF \| Michael Ngadeu-Ngadjui \| 6 (6/0) \| 570' \| 2 \| 0 \| 1 \| 0 \| 0 \| \| MED \| Charles Kaboré \| 6 (6/0) \| 569' \| 0 \| 1 \| 2 \| 0 \| 0 \| \| MED \| Daniel Amartey \| 6 (6/0) \| 540' \| 0 \| 0 \| 0 \| 0 \| 0 \| \| MED \| Bertrand Traoré \| 6 (5/1) \| 473' \| 1 \| 1 \| 1 \| 0 \| 0 \| \| MED \| Christian Atsu \| 6 (5/1) \| 465' \| 0 \| 0 \| 0 \| 0 \| 0 \| \| MED \| Mohamed Salah \| 6 (6/0) \| 549' \| 2 \| 2 \| 1 \| 0 \| 0 \| \| DEL \| Christian Bassogog \| 6 (6/0) \| 556' \| 1 \| 1 \| 1 \| 0 \| 0 \| \| DEL \| Junior Kabananga \| 4 (4/0) \| 321' \| 3 \| 1 \| 0 \| 0 \| 0 \| | Suplentes: - Essam El-Hadary - Cheikhou Kouyaté - Préjuce Nakoulma - Aristide Bancé - Benjamin Moukandjo - Zezinho - Mbark Boussoufa |          |                 |       |             |                    |                               |                |
| Pos. | Jugador | PJ (T/S) | Minutos Jugados | Goles | Asistencias | Tarjetas Amarillas | Doble Tarjeta Amarilla y Roja | Tarjetas Rojas |
| POR | Fabrice Ondoa | 6 (6/0)  | 570'            | 0     | 0           | 0                  | 0                             | 0              |
| DEF | Kara Mbodji | 4 (4/0)  | 340'            | 1     | 0           | 0                  | 0                             | 0              |
| DEF | Ahmed Hegazy | 6 (6/0)  | 570'            | 0     | 0           | 0                  | 0                             | 0              |
| DEF | Michael Ngadeu-Ngadjui | 6 (6/0)  | 570'            | 2     | 0           | 1                  | 0                             | 0              |
| MED | Charles Kaboré | 6 (6/0)  | 569'            | 0     | 1           | 2                  | 0                             | 0              |
| MED | Daniel Amartey | 6 (6/0)  | 540'            | 0     | 0           | 0                  | 0                             | 0              |
| MED | Bertrand Traoré | 6 (5/1)  | 473'            | 1     | 1           | 1                  | 0                             | 0              |
| MED | Christian Atsu | 6 (5/1)  | 465'            | 0     | 0           | 0                  | 0                             | 0              |
| MED | Mohamed Salah | 6 (6/0)  | 549'            | 2     | 2           | 1                  | 0                             | 0              |
| DEL | Christian Bassogog | 6 (6/0)  | 556'            | 1     | 1           | 1                  | 0                             | 0              |
| DEL | Junior Kabananga | 4 (4/0)  | 321'            | 3     | 1           | 0                  | 0                             | 0              |

## Símbolos y mercadeo

### Canción
El 24 de febrero de 2016 el Comité Organizador Local del torneo lanzó el concurso para elegir la canción oficial de la Copa Africana de Naciones 2017, este concurso estuvo abierto a todos los artistas de Gabón e internacionales mayores de 18 años y que tengan por lo menos una canción en el mercado discográfico. El proceso de elección fue transmitido por la señal de Gabon Télévision y consistió de dos etapas y en cada una de ellas el público tuvo la opción de votar por sus artistas favoritos, el voto del público representó el 50% de la decisión del jurado conformado por Prince Martin Rompavet, Frédéric Gassita y Naneth Nkoghé.
Los artistas tuvieron plazo para presentar sus canciones hasta el 10 de marzo de 2016, en total fueron 31 canciones postulantes. Luego, el 13 de marzo, se realizó una preselección de 16 canciones de las 31 iniciales. Tres días después la lista se redujo a 5 candidatas para finalmente elegir a la canción ganadora. Los cinco grupos finalistas fueron: Boubal & One Heart, DBS y Jojo, Yagram Production, Le CAC 17 y Triple XL.
El tema ‘’Ye le le’’, del grupo Yagran Production, obtuvo las mejores puntuaciones del jurado sobre la base de los criterios de selección predefinidos (letra, originalidad, ritmo y técnica) y fue elegido como el ganador del concurso y nombrada la canción oficial de la Copa Africana de Naciones 2017. En adición, el grupo ganador se hizo acreedor de un cheque de 15 millones de francos CFA que fue entregado por François Epouta, representante del Comité Organizador Local. Yagran Production estará al servicio del Comité Organizador Local para actividades festivas relacionadas con la competición.

### Mascota

Ejemplar de pantera negra, animal que sirvió de modelo para la elaboración de la mascota Samba.

La mascota oficial de la Copa Africana de Naciones 2017 representa a una pantera negra, una variación genética de la especie Panthera pardus, que presenta la piel y el pelaje oscurecidos producto del melanismo, este animal es un símbolo nacional de Gabón. La pantera fue llamada Samba que en lengua bantú significa hola y bienvenido palabras que anuncian la hospitalidad del pueblo gabonés. Su nombre está ampliamente internacionalizado por la larga historia de los pueblos bantúes desde las costas de África hasta las costas de Brasil.
Samba fue presentado de manera oficial el 25 de marzo de 2016 en una ceremonia llevada a cabo en el Stade de Franceville que sirvió de antesala al partido amistoso que disputaron las selecciones de Gabón y Sierra Leona. En el acto estuvieron presentes al presidente de Gabón Ali Bongo, el presidente de la FIFA, Gianni Infantino, y el de la CAF Issa Hayatou.
La vestimenta de Samba lleva los colores de la selección de Gabón con la camiseta amarilla y el short azul, además muestra las garras como representación de la energía y pasión del fútbol.

### Patrocinio

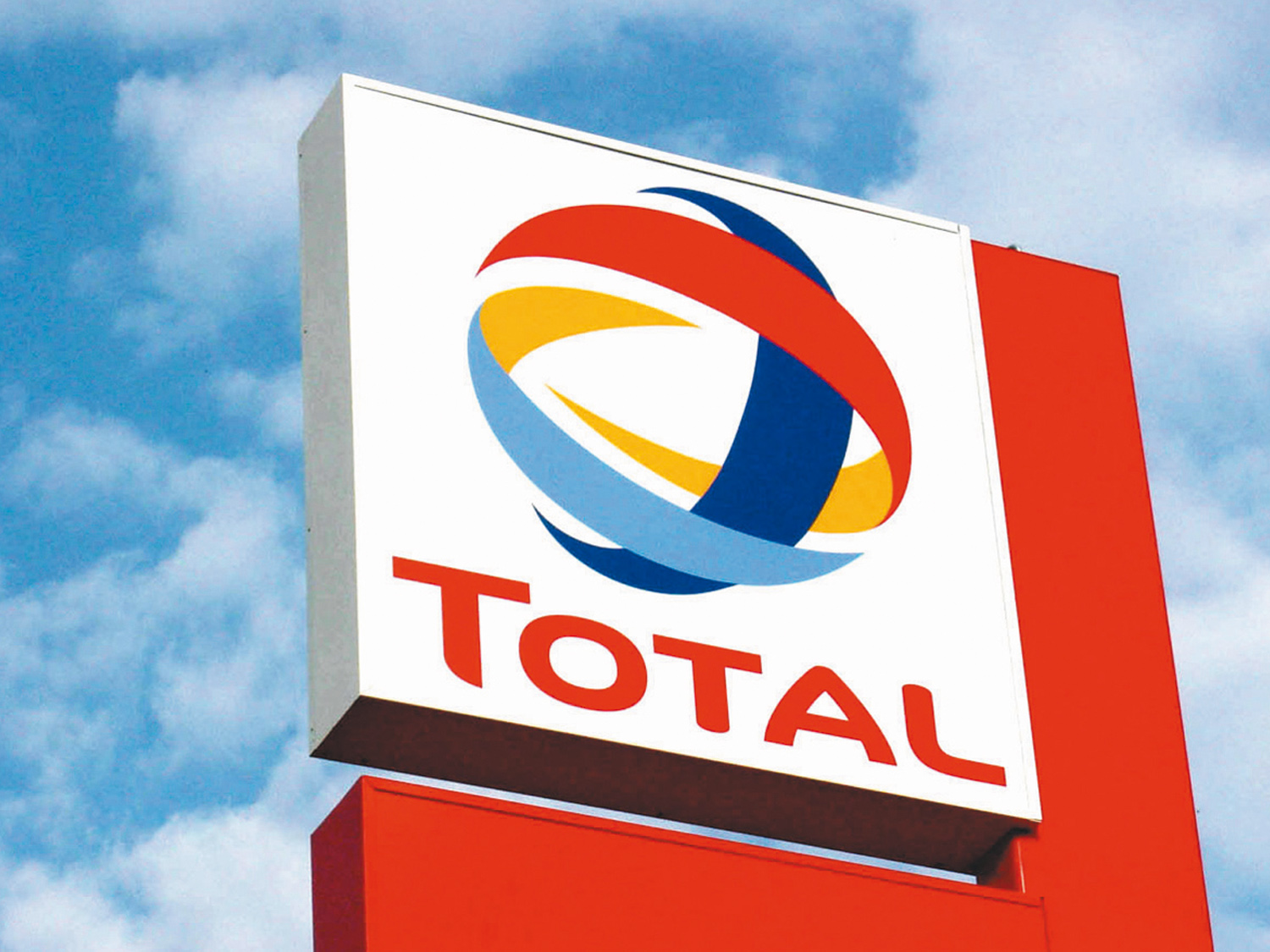
Logo de la empresa Total, patrocinador titular de la CAN 2017.

A partir de esta edición del torneo la empresa petrolera francesa Total se convirtió en el patrocinador titular de la Copa Africana de Naciones en reemplazo de la empresa de telecomunicaciones Orange S.A., el acuerdo tendrá una duración de 8 años y entrará en vigencia desde el mes de enero de 2017. Orange pasó a ser un patrocinador oficial del torneo tras firmar un nuevo compromiso con la CAF.

#### Patrocinador titular

Logo de la empresa Orange, patrocinador oficial de la CAN 2017.

- Total: El 21 de julio de 2016 Total y la CAF anunciaron un acuerdo en virtud del cual la empresa petrolera se convertía en el patrocinador titular de, entre otras competiciones de la CAF, las próximas cinco ediciones de Logo de la empresa Orange, patrocinador oficial de la CAN 2017. la Copa Africana de Naciones comenzando por la edición de Gabón 2017 y hasta la Copa Africana de Naciones 2023.[1][80]

#### Patrocinador oficial
- Orange: Tras la culminación del primer contrato de 8 años firmado en 2009 entre Orange y la CAF,[81][82][83] ambas entidades decidieron establecer un nuevo acuerdo por el cual la multinacional francesa Orange pasó a ser el patrocinador oficial de, entre otras competiciones de la CAF, las Copas Africanas de los años 2017, 2019, 2021 y 2023.[84] Este segundo convenio se firmó el 16 de diciembre de 2016 y también tendrá una duración de ocho años comenzado el 2017 y culminando el año 2024.[85]

### Televisación
Televisoras oficiales del torneo.
| País o Región        | Televisoras             |
| -------------------- | ----------------------- |
| África Subsahariana  | SuperSport              |
| África Subsahariana  | Canal+ Sport            |
| Andorra              | beIN Sports 2 (Francia) |
| Asia                 | beIN Sports Asia        |
| Australia            | beIN Sports 1           |
| Bélgica              | beIN Sports 2 (Francia) |
| Benín                | ORTB                    |
| Bosnia y Herzegovina | Arena Sport             |
| Burkina Faso         | RTB                     |
| Camerún              | CRTV                    |
| Canadá               | beIN Sports (Canadá)    |
| Costa de Marfil      | RTI                     |
| Croacia              | Arena Sport             |
| Eslovenia            | Arena Sport             |
| España               | Eurosport 2             |
| Estados Unidos       | beIN Sports USA         |

| País o Región                   | Televisoras             |
| ------------------------------- | ----------------------- |
| Francia                         | beIN Sports 2 (Francia) |
| Gabón                           | Gabon Télévision        |
| Gambia                          | GRTS                    |
| Ghana                           | GBC                     |
| Guinea                          | RTG Guinée              |
| Irlanda                         | Eurosport 2             |
| Israel                          | Sport 5                 |
| Italia                          | Fox Sports (Italia)     |
| Japón                           | DAZN                    |
| Kosovo                          | Arena Sport             |
| Luxemburgo                      | beIN Sports 2 (Francia) |
| Mali                            | ORTM                    |
| Madagascar                      | TVM Madagascar          |
| Medio Oriente y Norte de África | beIN Sports MENA        |
| Mónaco                          | beIN Sports 2 (Francia) |
| Montenegro                      | Arena Sport             |

| País o Región | Televisoras                 |
| ------------- | --------------------------- |
| Níger         | ORTN                        |
| Países Bajos  | Fox Sports 2 (Países Bajos) |
| Portugal      | Eurosport 2                 |
| Reino Unido   | Eurosport 2                 |
| Congo         | Télé Congo                  |
| Macedonia     | Arena Sport                 |
| RD Congo      | RTNC                        |
| Serbia        | Arena Sport                 |
| Senegal       | RTS                         |
| Sudáfrica     | SABC                        |
| Suiza         | beIN Sports 2 (Francia)     |
| Tanzania      | ZBC                         |
| Togo          | Televisión Togolesa (TVT)   |
| Turquía       | TivibuSpor 1                |
| Zimbabue      | ZBC                         |
| Chile         | beIN Sports                 |